# Tanz im August
Tanz im August ist ein Festival für den zeitgenössischen Tanz in Berlin. Das heute vom HAU Hebbel am Ufer präsentierte Festival wurde 1988 von Nele Hertling im damaligen West-Berlin gegründet. Tanz im August bringt jährlich im August berühmte Kompanien, neue Choreografien, Ästhetiken und Formate aus der ganzen Welt im Rahmen eines mehrwöchigen Festivals nach Berlin. Im Fokus steht zudem die Realisierung neuer Projekte von Berliner Künstlern, die Zusammenarbeit mit internationalen Gästen sowie die Koproduktion von Uraufführungen und Deutschland-Premieren. Das Festival nutzt die drei Bühnen des HAU Hebbel am Ufer und wechselnde weitere Bühnen ganz Berlins, u. a. das Haus der Berliner Festspiele, die Sophiensæle, das Radialsystem, die Volksbühne Berlin, das  Deutsche Theater Berlin, das Kindl-Zentrum für zeitgenössische Kunst oder die Schaubühne am Lehniner Platz.
Gefördert wird Tanz im August aus Mitteln des Hauptstadtkulturfonds.
Für die Ausgabe 2023 wurde der Tanzkurator Ricardo Carmona als künstlerischer Leiter berufen.

## Produktionen
Für die reduzierte 33. Ausgabe 2021 nutzte das Festival aufgrund der anhaltenden COVID-19-Pandemie verstärkt Outdoor-Locations, wie die Freilichtbühne Weißensee, die Bühne in den Gärten der Welt oder einen Autoscooter am Haus der Statistik. Hinzu kam zunächst die MaHalla in Oberschöneweide als neuer Spielort. HAU2 und Berliner Festspielhaus standen dem Festival aufgrund von Renovierungen nicht zur Verfügung.
Die 32. Ausgabe 2020 fand aufgrund der COVID-19-Pandemie überwiegend als Online-Festival statt. 
In der 31. Ausgabe 2019 waren 70 Vorstellungen von 31 Produktionen an elf verschiedenen Veranstaltungsorten mit 160 Künstlern aus 15 Ländern zu sehen. 
Zahlreiche Publikumsformate sind feste Bestandteile des Festivalprogramms. Seit 2016 stellt die „Bibliothek im August“ im HAU2 auf Empfehlung der Festivalkünstler Bücher zur Verfügung, die ihr Werk und ihre Gedankenwelt geprägt haben.
Tanz im August gibt seit 2014 das festivalbegleitende Magazin im August heraus.

## Künstlerische Leitung seit 1989
- 1989–2003: Nele Hertling
- 2003–2007: Ulrike Becker, Matthias Lilienthal, Bettina Masuch, André Thériault
- 2007–2008: Ulrike Becker, Matthias Lilienthal, Marion Ziemann, Bettina Masuch, André Thériault
- 2009–2013: Ulrike Becker, Pirkko Husemann, Matthias Lilienthal, André Thériault, Marion Ziemann
- 2013: 00000Bettina Masuch
- 2014–2022: Virve Sutinen
- ab 2023:000Ricardo Carmona

## Künstler des Festivals
Zu den Künstlern und Kompanien, die bei Tanz im August gezeigt wurden gehören u. a. Dominique Bagouet, Tanztheater Wuppertal Pina Bausch, Jérôme Bel, Bruno Beltrão / Grupo de Rua, Rosemary Butcher, Roberto Castello, Nora Chipaumire, Michael Clark Company, Cloud Gate Dance Theatre, Martha Graham Dance Company, Trajal Harrell, Deborah Hay, Anne Terese de Keersmaeker / Rosas, La Ribot, Faustin Lineykula, Constanza Macras/Dorky Park, Lemi Ponifasio, Eszter Salamon, Wayne McGregor, Meg Stuart und Sasha Waltz.

## Geschichte

### Retrospektiven seit 2015
Seit 2015 zeigt Tanz im August alle zwei Jahre eine Retrospektive bedeutender lebender Künstler, woraus jeweils eine Publikation zu deren Leben und Werk entsteht.  
- 2015 – Rosemary Butcher
- 2017 – La Ribot
- 2019 – Deborah Hay
- 2022 – Cristina Caprioli / ccap

### 30-jähriges Jubiläum
Im Jahr 2018 feierte Tanz im August sein 30-jähriges Jubiläum. Zusätzlich zu den Festivalveranstaltungen setzte sich die Journalistin Claudia Henne dafür ein, die Produktionsgeschichte des Festivals in einem Archiv aufzuarbeiten. Dieses ist nun im Tanz im August Online Magazin  und auf der gleichnamigen Website verfügbar. 